# Dolgozzátok fel!
A Dolgozzátok fel! a Tankcsapda együttes 2016. november 22-én megjelent válogatásalbuma, amely dupla CD-n jelent meg. Az egyik lemezen a Tankcsapda játszik klasszikus magyar rock/metal dalokat, egyéni felfogásban és hangszerelésben, a másik CD-n pedig hazai rock, pop, metal előadók dolgoznak fel jól ismert ’Csapda-számokat, szintén egyéni értelmezésben. Az album több, mint 28.000 példányban kelt el, és ezzel 7-szeres platinalemez.

## Az album dalai
| CD 1. – Mások dalai tőlünk | CD 1. – Mások dalai tőlünk | CD 1. – Mások dalai tőlünk | CD 1. – Mások dalai tőlünk | CD 1. – Mások dalai tőlünk | CD 1. – Mások dalai tőlünk | CD 1. – Mások dalai tőlünk | CD 1. – Mások dalai tőlünk | CD 1. – Mások dalai tőlünk | CD 1. – Mások dalai tőlünk |
|                            | Cím                        | Eredeti előadó             | Hossz                      |                            |                            |                            |                            |                            |                            |
| -------------------------- | -------------------------- | -------------------------- | -------------------------- | -------------------------- | -------------------------- | -------------------------- | -------------------------- | -------------------------- | -------------------------- |
| 1.                         | A jel                      | Bonanza Banzai             | 3:42                       |                            |                            |                            |                            |                            |                            |
| 2.                         | Jövőből jövő lövő          | Kispál és a Borz           | 3:25                       |                            |                            |                            |                            |                            |                            |
| 3.                         | Mindenki valakié           | Charlie                    | 4:23                       |                            |                            |                            |                            |                            |                            |
| 4.                         | Ítéletnap                  | Ossian                     | 4:33                       |                            |                            |                            |                            |                            |                            |
| 5.                         | Soha nem elég              | P. Box                     | 4:48                       |                            |                            |                            |                            |                            |                            |
| 6.                         | Cívisváros blues           | Hobo Blues Band            | 3:35                       |                            |                            |                            |                            |                            |                            |
| 7.                         | Maradj velem               | Korál                      | 4:18                       |                            |                            |                            |                            |                            |                            |
| 8.                         | Életfogytig rock and roll  | Omega                      | 3:49                       |                            |                            |                            |                            |                            |                            |
| 9.                         | Nagyvárosi farkas          | Beatrice                   | 3:52                       |                            |                            |                            |                            |                            |                            |
| 10.                        | Egy kis anarchia           | Aurora                     | 2:44                       |                            |                            |                            |                            |                            |                            |
| 11.                        | Semmim nincs               | Edda Művek                 | 4:04                       |                            |                            |                            |                            |                            |                            |
| 12.                        | Hol van a szó              | Pokolgép                   | 3:38                       |                            |                            |                            |                            |                            |                            |
| 46:51                      |                            |                            |                            |                            |                            |                            |                            |                            |                            |

| CD 2. – A mi dalaink másoktól | CD 2. – A mi dalaink másoktól | CD 2. – A mi dalaink másoktól    | CD 2. – A mi dalaink másoktól | CD 2. – A mi dalaink másoktól | CD 2. – A mi dalaink másoktól | CD 2. – A mi dalaink másoktól | CD 2. – A mi dalaink másoktól | CD 2. – A mi dalaink másoktól | CD 2. – A mi dalaink másoktól |
|                               | Cím                           | Előadó                           | Hossz                         |                               |                               |                               |                               |                               |                               |
| ----------------------------- | ----------------------------- | -------------------------------- | ----------------------------- | ----------------------------- | ----------------------------- | ----------------------------- | ----------------------------- | ----------------------------- | ----------------------------- |
| 1.                            | A legjobb méreg               | Majka & Curtis                   | 3:28                          |                               |                               |                               |                               |                               |                               |
| 2.                            | Egyszerű dal                  | Kowalsky meg a Vega              | 3:01                          |                               |                               |                               |                               |                               |                               |
| 3.                            | A drum ’n bass rugója         | Brains                           | 2:56                          |                               |                               |                               |                               |                               |                               |
| 4.                            | Fiúk ölébe lányok             | Wellhello                        | 3:21                          |                               |                               |                               |                               |                               |                               |
| 5.                            | Agyarország                   | Ákos                             | 3:29                          |                               |                               |                               |                               |                               |                               |
| 6.                            | Mennyország tourist           | Alvin és a Mókusok               | 3:23                          |                               |                               |                               |                               |                               |                               |
| 7.                            | Lopott könyvek                | Leander Kills                    | 4:41                          |                               |                               |                               |                               |                               |                               |
| 8.                            | Örökké tart                   | Magna Cum Laude                  | 3:50                          |                               |                               |                               |                               |                               |                               |
| 9.                            | Adjon az ég                   | Tóth Gabi                        | 3:24                          |                               |                               |                               |                               |                               |                               |
| 10.                           | Bárány                        | Ektomorf                         | 4:13                          |                               |                               |                               |                               |                               |                               |
| 11.                           | Azt mondom, állj              | Lotfi Begi feat. Calidora        | 3:46                          |                               |                               |                               |                               |                               |                               |
| 12.                           | Múlik                         | Harcsa Veronika & Gyémánt Bálint | 3:50                          |                               |                               |                               |                               |                               |                               |
| 13.                           | Ez az a ház                   | Tankcrew                         | 3:01                          |                               |                               |                               |                               |                               |                               |
| 14.                           | Köpök rátok                   | Pennhurst                        | 4:51                          |                               |                               |                               |                               |                               |                               |
| 51:14                         |                               |                                  |                               |                               |                               |                               |                               |                               |                               |

## Külső hivatkozások
- http://www.tankcsapda.com/